# Rogatka Lubelska w Radomiu
Rogatka Lubelska w Radomiu – zabytkowy budynek znajdujący się w Radomiu, u zbiegu ulic Żeromskiego i Słowackiego, na skraju parku im. Tadeusza Kościuszki.

## Historia
Pierwsze rogatki stały w pobliżu bram Miasta Kazimierzowskiego. W miarę rozrastania się miasta, przesuwano je coraz dalej. 
W XIX wieku urządzenie rogatek przy wjazdach do miasta związane było z realizacją założeń planu regulacyjnego Radomia z 1822. W 1824 roku wybudowano rogatki przy wszystkich pięciu wjazdach do miasta. W 1919 roku miasto posiadało sześć murowanych rogatek przy ówczesnych ulicach Warszawskiej, Lubelskiej, Kozienickiej oraz Starokrakowskiej. Rogatka lubelska jest obok rogatki warszawskiej jedną z dwóch zachowanych do dziś. Pierwotny, klasycystyczny budynek projektu Henryka Marconiego wzniesiono w 1840 roku przy ówczesnej wschodniej granicy miasta, naprzeciw będącego siedzibą gubernatora pałacu Sandomierskiego. Był on podobny do zbudowanej w 1834 rogatki warszawskiej. 
W okresie międzywojennym obiekt utracił swoją pierwotną funkcję. W 1921 roku rogatkę gruntownie przebudowano na potrzeby łaźni miejskiej. Autorem projektu był architekt Kazimierz Prokulski, twórca m.in. Mauzoleum Dionizego Czachowskiego i otoczenia Pomnika Czynu Legionów oraz wielu budynków w Radomiu. Łaźnia działała w budynku aż do końca lat ’70. XX wieku. W 1982 roku przeprowadzono generalny remont budynku. Od 1987 roku obiekt jest siedzibą Klubu Środowisk Twórczych Łaźnia. W budynku dawnej rogatki mieści się ponadto galeria sztuki oraz restauracja.

## Architektura
Rogatka Lubelska jest modernistycznym, dwupiętrowym budynkiem murowanym. Podcień fasady jest jedynym elementem dawnej rogatki.